# Elev
 For alternative betydninger, se Elev (flertydig). (Se også artikler, som begynder med Elev)
En elev er en person, der modtager undervisning på en skole som folkeskolen, på et handelsgymnasium og gymnasium. I Danmark bliver de fleste børn elever allerede i en alder af fem eller seks år.
En elev kan også være i lære i et firma: Redder-elev som er under uddannelse i Falck Redningskorps osv. I håndværkerfag kaldes en elev for lærling, som er et gammelt udtryk for en ansat under oplæring.
| Skole | Spire Denne artikel om en skole, en uddannelsesinstitution eller uddannelse er en spire som bør udbygges. Du er velkommen til at hjælpe Wikipedia ved at udvide den. |